# Spoorlijn Stuttgart - Singen
De spoorlijn Stuttgart - Singen ook wel Gäubahn genoemd is een Duitse spoorlijn als spoorlijn 4860 Stuttgart - Horb, 4600 Horb - Tuttlingen, 4661 Tuttlingen - Hattingen en 4250 Hattingen - Singen onder beheer van DB Netze in de deelstaat Baden-Württemberg tussen Stuttgart en Singen am Hohentwiel.
De zijlijn tussen Eutingen en Freudenstadt wordt eveneens Gäubahn genoemd.
Niet te verwisselen met de minder bekende Gäubahn, spoorlijn van Ochsenfurt am Main naar Creglingen en naar Weikersheim.

## Geschiedenis
De Königlich Württembergischen Staats-Eisenbahnen en de Badischen Staatseisenbahnen bouwden tussen 1866 en 1879 het traject tussen Stuttgart en Singen am Hohentwiel
In 1977 zijn diverse haltes aan het traject opgeheven.

### Bouw Stuttgart - Eutingen im Gäu
Op 22 maart 1873 werd besloten tot de bouw van het traject tussen Stuttgart over Herrenberg en Eutingen naar Freudenstadt. Aangezien het grootste deel van het traject door de Gäu loopt ontstond de naam Gäubahn.
Het traject tussen Stuttgart en Eutingen im Gäu werd door de Königlich-Württembergischen Staats-Eisenbahnen tussen 1873 en 1879 geopend.

### Bouw Eutingen im Gäu - Freudenstad
Het traject tussen Eutingen im Gäu en Freudenstad werd door de Königlich-Württembergischen Staats-Eisenbahnen in 1879 geopend. Het traject wordt nog steeds Gäubahn genoemd.

### Bouw Hochdorf - Horb am Neckar
Het traject van de Nagoldtalbahn tussen Pforzheim en Horb am Neckar werd door de Badischen Staatsbahnen op 1 juni 1874 geopend.

### Bouw Eutingen im Gäu - Horb am Neckar
Het traject tussen Eutingen im Gäu en Horb werd door de Badischen Staatsbahnen en werd op 1 juni 1874 geopend.

### Bouw Horb am Neckar - Tuttlingen
Het traject tussen Horb en Tuttlingen werd door Badischen Staatsbahnen en werd tussen 1867 en 1869 geopend.

### Bouw Tuttlingen - Hattingen
Voor het traject tussen Tuttlingen en Hattingen werd tot 1934 gebruikgemaakt van de Donautalbahn tussen Tuttlingen en Immendingen. Dit traject werd door de Badische Staatseisenbahnen op 15 juni 1856 geopend. In Immendingen moest kopgemaakt worden.
Het traject van de Schwarzwaldbahn tussen Immendingen en Hattingen. Dit traject tussen Donaueschingen en Engen werd door de Badische Staatseisenbahnen op 13 juni 1856 geopend.
Het traject tussen Tuttlingen en Hattingen werd in 1934 door de Deutsche Reichsbahn geopend. Hierdoor hoeft in Immendingen niet meer kop gemaakt.

### Bouw Hattingen - Singen am Hohentwiel
De Badischen Staats-Eisenbahnen bouwde tussen 1866 en 1868 het traject tussen Hattingen en Singen am Hohentwiel met de latere naam Badische Schwarzwaldbahn. Het traject tussen Engen en Singen am Hohentwiel werd op 13 juni 1868 geopend.

## Treindiensten

### DB
De Deutsche Bahn verzorgt het personenvervoer op een deel van dit traject met RE / RB treinen.

#### InterCityExpress
De DB verzorgt het internationaal personenvervoer sinds 1996 tussen Stuttgart Hbf en Züruch HB met vijf treinstellen van het type Inter City Express T met vastgezette kantelinrichting. Deze treinstellen werden in 2006 verlengd van vijf wagens tot zeven wagens.

### Cisalpino
De Cisalpino verzorgde het internationaal personenvervoer tussen 1993 en 2006 de treindienst tussen Stuttgart Hbf en Milaan Centraal uit met treinstellen van het type Pendolino. Deze treindienst werd in 2006 ingekort tussen Schaffhausen en Milaan Centraal

### S-Bahn
De S-Bahn, meestal de afkorting voor Stadtschnellbahn, soms ook voor Schnellbahn, is een in Duitsland ontstaan (elektrisch) treinconcept, welke het midden houdt tussen de Regionalbahn en de Stadtbahn. De S-Bahn maakt meestal gebruik van de normale spoorwegen om grote steden te verbinden met andere grote steden of forensengemeenten. De treinen rijden volgens een vaste dienstregeling met een redelijk hoge frequentie.

#### S-Bahn Stuttgart
De S-Bahn van Stuttgart rijdt het traject tussen Stuttgart en Horb. Van deze treindienst wordt sinds 2006 iedere twee uur in Eutingen im Gäu een deel gesplitst/gecombineerd met Freudenstadt / Horb als bestemming.

### Albtal-Verkehrs-Gesellschaft

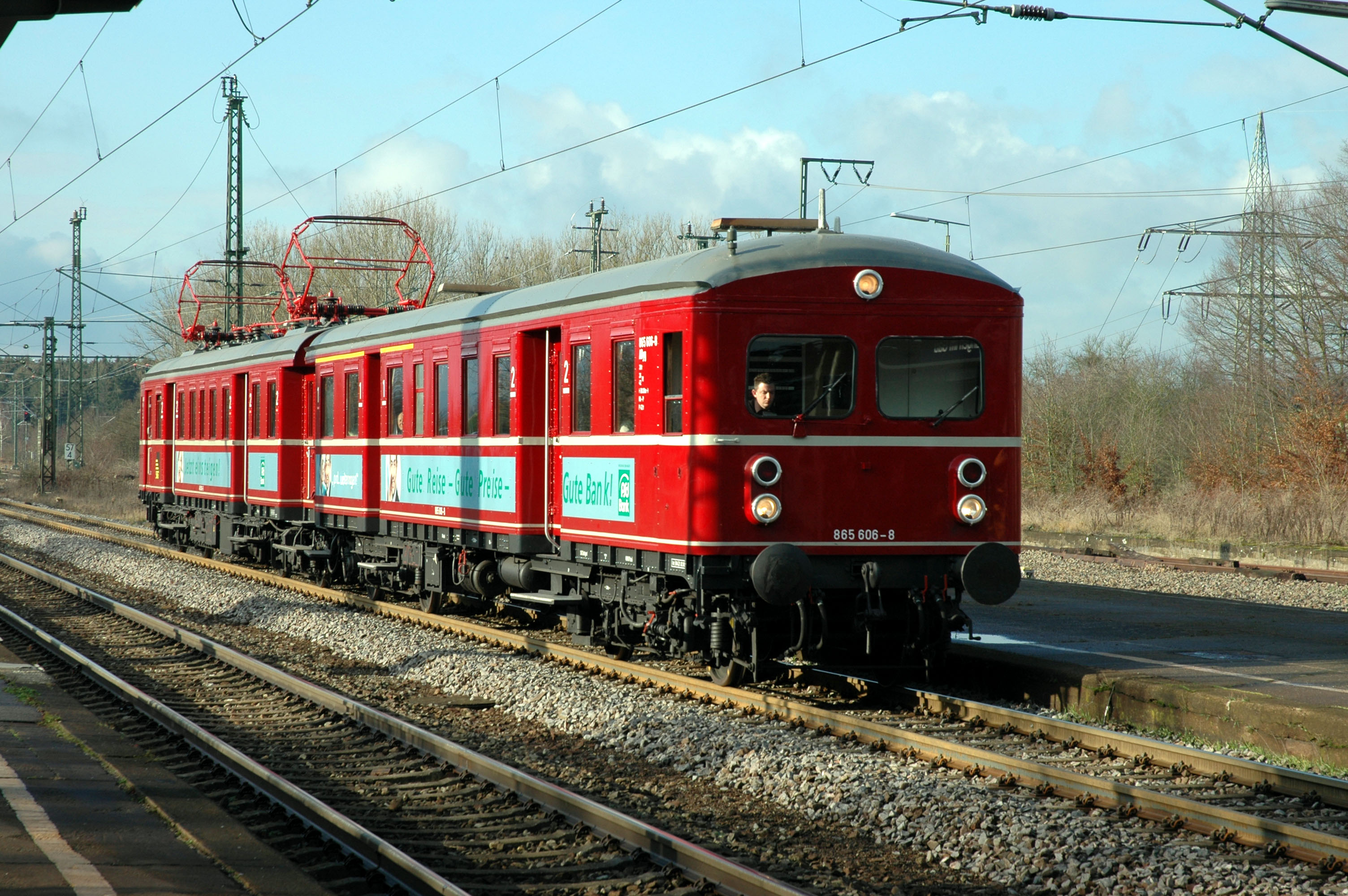
treinstel DB 465

De AVG bedient sinds 2006 iedere twee uur het traject tussen Freudenstadt en Eutingen im Gäu. In de zomer maanden van 2007 werd op zon- en feestdagen een historisch treinstel van het type DB 465 in gezet.

### Hohenzollerische Landesbahn
De Hohenzollerische Landesbahn (HzL) verzorgt het regionaal personenvervoer sinds 2003 in de regio Schwarzwald-Baar-Heuberg met drie ringlijnen met Blumberg, Tuttlingen, Rottweil, Villingen-Schwenningen, Donaueschingen en Bräunlingen als eindpunt.

### SBB GmbH
De Seehas is een regionale stoptreindienst bedreven door SBB GmbH tussen Konstanz over de Hochrheinbahn naar Singen (Hohentwiel) en over de Schwarzwaldbahn naar Engen.

## Aansluitingen
In de volgende plaatsen was of is er een aansluiting van de volgende spoorwegmaatschappijen:

### Stuttgart Hbf

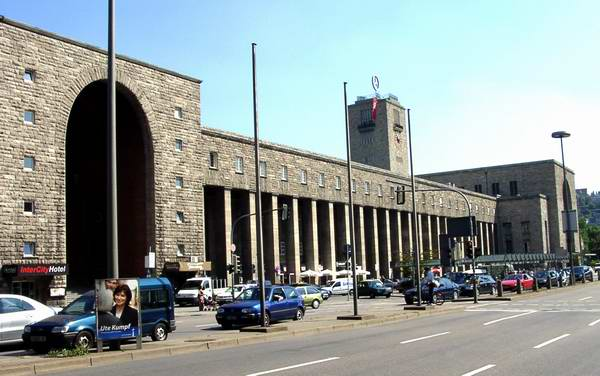
Stuttgart Hauptbahnhof

- Filstalbahn, spoorlijn tussen Stuttgart en Ulm
- Frankenbahn, spoorlijn tussen Stuttgart en Würzburg
- Neckar-Alb-Bahn, spoorlijn tussen Stuttgart over Reutlingen naar Tübingen
- Remsbahn, spoorlijn tussen Stuttgart en Aalen
- Murrbahn, spoorlijn tussen Stuttgart en Crailsheim
- NBS naar Mannheim, spoorlijn tussen Stuttgart en Mannheim
- S-Bahn Stuttgart, spoorlijn tussen Stuttgart en Horb / Freudenstadt
- Stuttgarter Straßenbahnen (SSB), stadstram rond Stuttgart

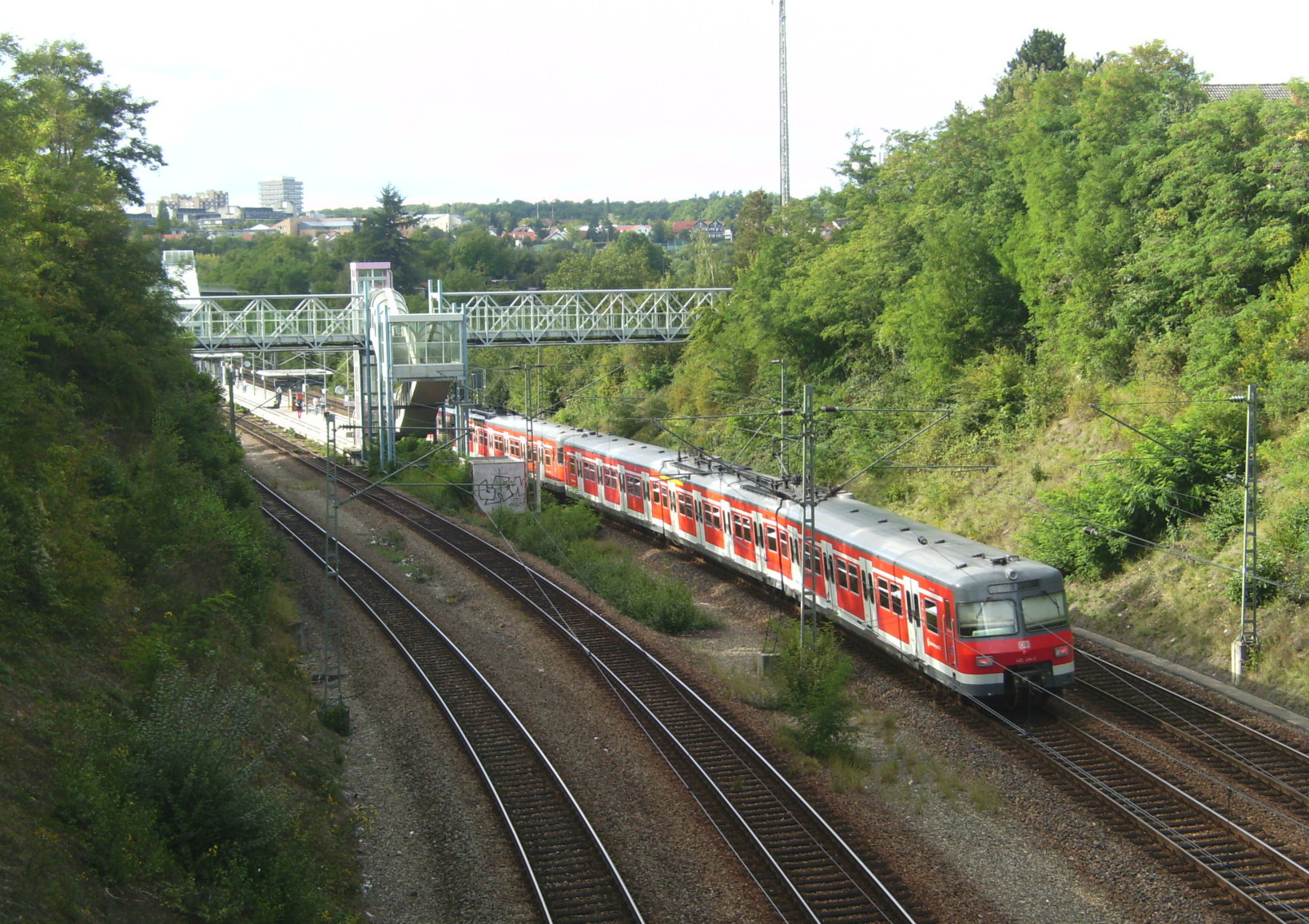
Stuttgart Österfeld

### Stuttgart-Vaihingen
- S-Bahn Stuttgart, spoorlijn tussen Stuttgart en Horb / Freudenstadt
- Stuttgarter Straßenbahnen (SSB), stadstram rond Stuttgart

### Böblingen
- Rankbachbahn, spoorlijn tussen Böblingen en Renningen
- Schönbuchbahn, spoorlijn tussen Böblingen Dettenhausen
- S-Bahn Stuttgart, spoorlijn tussen Stuttgart en Horb / Freudenstadt

### Herrenberg
- Ammertalbahn, spoorlijn tussen Tübingen en Herrenberg
- S-Bahn Stuttgart, spoorlijn tussen Stuttgart en Horb / Freudenstadt

### Eutingen im Gäu
- Gäubahn, spoorlijn tussen Eutingen im Gäu en Freudenstadt
- Nagoldtalbahn, spoorlijn tussen Hörb en Pforzheim
- S-Bahn Stuttgart, spoorlijn tussen Stuttgart en Horb / Freudenstadt

### Eutingen
- Nagoldtalbahn, spoorlijn tussen Hörb en Pforzheim

### Hörb am Neckar
- Obere Neckarbahn, spoorlijn tussen Tübingen en Hörb
- Nagoldtalbahn, spoorlijn tussen Hörb en Pforzheim
- S-Bahn Stuttgart, spoorlijn tussen Stuttgart en Horb / Freudenstadt
- Eisenbahn-Erlebniswelt, spoorweg museum

### Rottweil
- Balingen - Rottweil, spoorlijn tussen Balingen en Rottweil (tot 1971)
- Rottweil - Villingen, spoorlijn tussen Rottweil en Villingen

### Spaichingen
- Heubergbahn, spoorlijn tussen Spaichingen en Reichenbach (tot 1966)

### Tuttlingen
- Donautalbahn, spoorlijn tussen Ulm en Donaueschingen

### Hattingen (Baden)
- Schwarzwaldbahn, spoorlijn, tussen Offenburg en Singen (Hohentwiel)

### Singen (Hohentwiel)
- Schwarzwaldbahn, spoorlijn, tussen Offenburg en Singen (Hohentwiel)
- Hochrheinbahn, spoorlijn tussen Basel Bad.Bf en Konstanz
- Etzwilen - Singen, spoorlijn tussen Etzwilen en Singen (Hohentwiel)

## Elektrische tractie
Het traject werd in fases geëlektrificeerd met een spanning van 15.000 volt 16 2/3 Hz wisselstroom.
- 1963: traject tussen Stuttgart en Böblingen
- 1974: traject tussen Böblingen en Horb
- 1977: traject tussen Horb en Singen